# Adib
Adib, auch Adeeb (arabisch أديب, DMG Adīb), ist ein arabischer Familienname und männlicher Vorname.

## Bedeutung
Adib bedeutet „der Gelehrte“, „der Belesene“, „der Wohlerzogene“.

## Namensträger

### Vorname
- Adib asch-Schischakli (1909–1964), syrischer Militärführer und Staatspräsident
- Adib Fricke (* 1962), deutscher Künstler
- Adeeb Khalid (* 1964), Islamwissenschaftler
- Adib Mayaleh (* 1955), syrischer Wirtschaftswissenschaftler und Gouverneur der syrischen Zentralbank

### Familienname
- Ahmed Adeeb (* 1982), maledivischer Politiker
- Auguste Adib Pacha (1859–1936), libanesischer Politiker und Ministerpräsident
- Lynn Adib (* 1986), syrische Musikerin
- Mustapha Adib (* 1972),  libanesischer Diplomat und Ministerpräsident
- Muzaffar Adeeb (Adeeb; 1934–2006), pakistanischer Schauspieler

### Firmenname
- ADIB, Agrar-, Dienstleistungs-, Industrie- und Baugesellschaft (verschmolzen mit der Aschara Landwirtschaftsgesellschaft, Bad Langensalza), eine Tochtergesellschaft von Aldi Nord